# Harpactorinae
Die Harpactorinae sind eine Unterfamilie der Raubwanzen (Reduviidae) aus der Teilordnung Cimicomorpha.

## Merkmale
Die Harpactorinae zeichnen sich durch einen zylinderförmigen postokularen Bereich am Kopf aus. Das erste Fühlerglied ist verlängert und ist länger als der Kopf. Das zweite Fühlerglied ist entweder kürzer oder gleich lang wie das erste. Die Facettenaugen liegen weiter auseinander als die Ocelli (Punktaugen). Am vorderen Ende der Tibien ist ein apikaler Sporn ausgebildet. Die Hemielytren besitzen im inneren Bereich des Coriums nahe der Basis der Membran eine quadratische oder fünfeckige Zelle. Der Halsschild (Pronotum) weist bei einigen Gattungen eine Einschnürung auf. Die Wanzen erreichen Größen zwischen 5 und 40 Millimeter.

## Lebensweise
Die Harpactorinae sind meist in der Krautschicht anzutreffen. Sie jagen verschiedene Gliederfüßer, denen sie auflauern. Die meisten Arten bilden nur eine Generation pro Jahr aus. Die Unterfamilie ist weltweit vertreten.

## Taxonomie und Systematik
Die Harpactorinae bilden mit mehr als 2000 Arten in etwa 300 Gattungen die größte Unterfamilie der Reduviidae. In Europa ist die Unterfamilie mit 36 Arten aus 7 Gattungen vertreten. In Nordamerika nördlich von Mexiko kommen etwa 50 Arten aus 13 Gattungen vor.
Die Harpactorinae werden in folgende Tribus gegliedert (mit einer Auswahl an Gattungen):
- Apiomerini Amyot & Serville, 1843
  - Agriocleptus, Agriocoris, Amauroclopius, Apiomerus, Beharus, Heniartes
- Diaspidiini Miller, 1959
  - Cleontes, Diaspidius, Rodhainiella
- Dicrotelini Stål, 1859
  - Dicrotelus
- Ectinoderini
  - Amulius, Ectinoderus
- Harpactorini Amyot & Serville, 1843
  - Arilus, Coilopus, Cosmoclopius, Harpactor, Pselliopus, Repipta, Rhynocoris, Vatinius, Vitumnus, Zalmoxis, Zelus
- Rhaphidosomatini
  - Vibertiola
- Tegeini*
  - Phonolibes, Tegea

*: Tegeini wird von manchen Autoren als eigene Unterfamilie Tegeinae angesehen.

## Arten in Europa
In Europa kommen folgende Arten vor:
- Callistodema fasciata (Kolenati, 1857)
- Coranus aethiops Jakovlev, 1893
- Coranus contrarius Reuter, 1881
- Coranus griseus (Rossi, 1790)
- Coranus kerzhneri P.V. Putshkov, 1982
- Coranus kiritshenkoi Bergevin, 1932
- Coranus laticeps Wagner, 1952
- Coranus niger (Rambur, 1840)
- Coranus pericarti P.V. Putshkov, 1994
- Coranus subapterus (De Geer, 1773)
- Coranus tuberculifer Reuter , 1881
- Coranus woodroffei P.V. Putshkov, 1982
- Nagusta goedelii (Kolenati, 1857)
- Nagusta simonis Puton, 1890
- Rhynocoris annulatus (Linnaeus, 1758)
- Rhynocoris bipustulatus (Fieber, 1861)
- Rhynocoris cuspidatus Hahn, 1833
- Rhynocoris erythropus (Linnaeus, 1767)
- Rhynocoris ibericus Kolenati, 1857
- Rhynocoris iracundus (Poda, 1761)
- Rhynocoris lineaticornis (Reuter, 1895)
- Rhynocoris niger (Herrich-Schäffer, 1842)
- Rhynocoris punctiventris (Herrich-Schäffer, 1846)
- Rhynocoris rubricus (Germar, 1814)
- Sphedanolestes argenteolineatus (A. Costa, 1883)
- Sphedanolestes cingulatus (Fieber, 1864)
- Sphedanolestes horvathi Lindberg, 1932
- Sphedanolestes lividigaster (Mulsant & Rey, 1852)
- Sphedanolestes pulchellus (Klug, 1830)
- Sphedanolestes sanguineus (Fabricius, 1794)
- Vachiria deserta (Becker, 1867)
- Vachiria natolica Stål, 1859
- Vachiria similis Poppius, 1909
- Vibertiola cinerea (Horvath, 1907)

## Weitere Arten
Eine Auswahl außereuropäischer Arten:
- Acholla ampliata Stål, 1872
- Acholla multispinosa (De Geer, 1773)
- Apiomerus flaviventris Herrich-Schäffer, 1846
- Apiomerus longispinis Champion, 1899
- Arilus cristatus (Linnaeus, 1763)
- Atrachelus cinereus (Fabricius, 1796)
- Castolus ferox (Banks, 1910)
- Coranus aegyptius (Fabricius, 1775)
- Doldina interjungens Bergroth, 1913
- Fitchia aptera Stål, 1859
- Fitchia spinosula Stål, 1872
- Gminatus australis (Erichson, 1842)
- Heza similis Stål, 1859
- Pristhesancus plagipennis Walker, 1873
- Pselliopus barberi Davis, 1912
- Pselliopus cinctus (Fabricius, 1776)
- Pselliopus latifasciatus Barber, 1924
- Pselliopus marmorosus Brailovsky, Mariño & Barrera, 2007
- Pselliopus spinicollis (Champion, 1899)
- Pselliopus zebra (Stål, 1862)
- Repipta taurus (Fabricius, 1803)
- Rhynocoris leucospilus (Stål, 1859)
- Rhynocoris ventralis (Say, 1832)
- Rocconota annulicornis (Stål, 1872)
- Sinea anacantha Hussey, 1953
- Sinea complexa Caudell, 1900
- Sinea coronata Stål, 1862
- Sinea diadema (Fabricius, 1776)
- Sinea incognita McPherson, 2014
- Sinea integra Stål, 1862
- Sinea rileyi Montandon, 1893
- Sinea spinipes (Herrich-Schaeffer, 1846)
- Tegea atropicta Stål, 1863
- Zelus cervicalis Stål, 1872
- Zelus longipes (Linnaeus, 1767)
- Zelus luridus Stål, 1862
- Zelus renardii Kolenati, 1856
- Zelus tetracanthus Stål, 1862